# Елис Гроув (Илиноис)
Елис Гроув (енгл. Ellis Grove) град је у америчкој савезној држави Илиноис.

## Демографија
По попису из 2010. године број становника је 363, што је 18 (-4,7%) становника мање него 2000. године.
| Група             | 2000.       | 2010.       |
| Белци             | 378 (99,2%) | 352 (97,0%) |
| Афроамериканци    | 0 (0,0%)    | 1 (0,3%)    |
| Азијати           | 0 (0,0%)    | 0 (0,0%)    |
| Хиспаноамериканци | 0 (0,0%)    | 7 (1,9%)    |
| Укупно            | 381         | 363         |